# 北九州市IR推進協議会
北九州市IR推進協議会（きたきゅうしゅうしアイアールすいしんきょうぎかい）は、北九州市へのカジノを含む統合型リゾート（IR）誘致の推進を目的とした団体である。

## 概要
北九州市の地域浮揚策としてカジノを含む統合型リゾート（IR）の誘致を推進するため、北九州市内の企業約330社で構成する北九州中小企業経営者協会（北九州中経協）が中心となり2019年（令和元年）5月13日に発足した。発足時点において約20の団体や個人が参加しており、同協会会長の堺俊治が当団体の会長も兼務する。事務局次長には北九州市議会議員の井上秀作が就任している。
協議会ではホテルやショッピングモール、スタジアム、エンターテインメント施設、大型MICEなどの施設からなるIR誘致による大型開発や税収増を「八幡製鉄所設立以来の、百年に一度のチャンス」と捉え、機運醸成のために企業や商店街などへ参加を呼びかけている。同年8月21日には北九州市議会総務財政委員会に対し誘致推進の陳情を行なった。

## 組織
当団体の役員および賛同団体は以下の通り。

### 役員
- 会長 - 堺俊治（北九州中小企業経営者協会会長[1]）
- IR推進本部長（専務理事） - 神谷辰生（北九州中小企業経営者協会専務理事）
- 事務局長（常任理事） - 内藤則雄（北九州中小企業経営者協会理事）
- 事務局次長（常任理事） - 井上秀作（前北九州市議会議長[5]、北九州市議会議員[6]）
- 広域連携部会長（常任理事） - 吉田幸正（北九州市議会議員[6]）
- 広報部会長（常任理事） - 松尾実華
- 青年部会長（常任理事） - 内藤翔太
- 学術調査室長（理事） - 瀬口和敏

### 賛同団体
- 一般社団法人北九州中小企業経営者協会（北九州市）
- 一般社団法人福岡県中小企業経営者協会連合会（福岡市）
- 福岡ウェディング協同組合（福岡市）
- 一般社団法人北九州市建設業組合（北九州市）
- 小倉南ロータリークラブ（北九州市）
- BNI北九州東リージョン（北九州市）
- 関門観光営業企画担当者会議（下関市）
- 北九州塗装協同組合（北九州市）
- 一般社団法人福岡県中小企業家同友会北九州支部（北九州市）
- NPO法人中間市地域活性化協議会（中間市）
- 公益社団法人ひびき青年会議所（中間市）
- 一般社団法人筑豊中小企業経営者協会（田川市）
- 一般社団法人筑後中小企業経営者協会（久留米市）

- 一般社団法人福岡中小企業経営者協会（福岡市）
- 新電電協力事業協同組合（北九州市）
- 北九州西ライオンズクラブ（北九州市）
- 一般社団法人JFTD福岡支部（福岡市）
- 一般社団法人日本ドローン協会（東京都港区）
- 北九州学祭実行委員会連盟（北九州市）
- 北九州生花商協同組合（北九州市）
- 一般社団法人地域企業連合会九州連携機構（福岡市）
- 北九州市異業種交流会（北九州市）
- NPO法人北九州ゴルフ振興協会（北九州市）
- 日本旅行業協会九州支部北九州地区委員会（北九州市）
- ゆずり葉の会（北九州市）
- 北九州さぶかるちゃ〜協会（北九州市）

## 反応

### IR事業者
複数のIR事業者が北九州市におけるIR事業運営に関心を示し、2019年（令和元年）12月10日時点で3事業者が小倉北区のJR小倉駅新幹線口地区や門司区喜多久地区を候補地としたIR事業の提案を市に示している。同日、北九州市からIR事業者に対し収支計画や投資額の積算根拠、資金調達方法などに関する質問票が送付され、期限日の2020年（令和2年）1月10日までに全ての事業者が回答した。

#### 香港のIR事業者
マカオでIR施設を運営する香港の事業者は、2019年（令和元年）8月中旬に北九州市を訪問し、同市幹部とともにJR小倉駅北側エリアを視察。この事業者は北九州国際会議場やミクニワールドスタジアム北九州、西日本総合展示場など既存のMICE施設を建て替え、周辺に立地する商業施設の土地も含めて活用する意向を示した。
11月8日、同事業者は小倉駅北口IR構想の企画書を北九州市に提出した。企画書の内容は、土地購入費を除き約6000億円を投資して既存施設を建て替え、ホテルタワー、商業施設、展示場、国際会議場、テーマパーク、アリーナなどを整備するというもので、アリーナはサッカー以外に野球などにも対応する多目的の全天候型屋内施設を提案している。小倉駅北口地区以外に門司区喜多久に建設する案も同時に提示している。

#### チームIRジャパン
アメリカの事業者らは2019年（令和元年）9月17日に北九州市を訪れ、北九州空港やJR小倉駅周辺、門司区の採石場などを視察した。視察団は北九州市内の4箇所に関心を示し、代表者であるマイケル・ゾルは「北九州にはIRの成功に重要な国の目標を達成するだけの魅力がある」と述べた。
9月21日、視察団は事業者グループ「チームIRジャパン」として北九州市内で記者会見を開き、数週間をめどに同市におけるIR事業計画の策定を表明した。北九州市が期限内のIR立地区域認定申請を「極めて困難」としていることについては「申請期限に間に合う」との見解を示した。
11月20日、アメリカの事業者ら10社で構成するグループ「チームIRジャパン」が記者会見し、北九州市に提案したIR事業構想を明らかにした。構想ではまず門司区喜多久の約4万平方メートルの敷地に約8700億円を投じて5500室のホテル、国際会議場や展示場を含むMICE施設、劇場、カジノなどを建設し、その後段階的に小倉北区の馬島・藍島、小倉南区の曽根新田地区、若松区にもホテルなどリゾート施設、スポーツ施設、映画スタジオを設けるほか、大学など教育機関も開設。それらの地区を結ぶ鉄道などインフラ整備も行い、総投資額は最大で約2兆5900億円に達するとした。ただし、候補地について地権者との交渉は行っておらず、実際の建設地は地域の意見を考慮して決定する意向を示した。

### 行政

#### 北九州市
IR事業者と共に国に整備計画を申請する主体となる北九州市では、当時の市長であった北橋健治が、IR誘致について「ニュートラル」との姿勢を示した。
北橋は2019年（平成31年）4月の定例記者会見においてIR誘致について「勉強開始」を宣言し、小倉南区の北九州空港島を「有力な候補地」と述べていた。しかし、同年7月に市としてIR事業者3社からヒアリングを行なった結果、空港島は「騒音がうるさく、リゾート感がない」など否定的な回答を受け、市内に適地がなく調査研究や機運醸成も進んでいないことから、9月12日の市議会本会議においてIRの立地区域選定の期限までに国への事業計画申請を行うことは「現実的には極めて困難」との見解を示した。
9月下旬に観光庁が全都道府県と政令指定都市を対象に実施した意向調査において北九州市は「申請する予定はない」と回答した。一方、回答には「IR事業者からの具体的な提案を待っている」と注釈を付け、IR誘致自体については市として「ニュートラル」の立場を表明した。
11月、複数の事業者から事業計画の提案を受けた北橋は、IR立地地域の認定申請について「現実的に申請期限に間に合わせることが困難な状況に変わりない」との認識を示しつつ、IR誘致そのものについては「今もってニュートラルな立場に変わりない」と述べ、事業者との対話を続ける意向を示した。
12月4日、北九州市議会定例会の一般質問でIRについて問われた北橋は、11月に市役所庁内関係部署の課長級クラスによるIR調査チームを設置したことを明かし、IR事業者から提出された事業計画案を叩き台として具体的な開発計画や事業収支、経済効果、リスク負担等について論点整理を行い、質問項目を取りまとめて事業者との対話に備える方針を示した。その上で、年度内（翌年3月末）までにはIR誘致について一定の方向性を出したいと述べた。
12月10日、北九州市からIR事業者に対し、翌年1月10日を回答期限として具体的な事業内容に関する質問票を送付することを表明した。質問票では事業費、来場者数、用地買収の主体、資金調達方法、事業収支、開発許可のスケジュール、渋滞対策などについて事業者に尋ね、年度内に示すとしたIR誘致の方向性に関する判断材料とするとした。
12月12日、記者会見において北橋は年度内に示すとしていたIR誘致の方向性について、2020年（令和2年）1月を目処に市として基本姿勢を取りまとめる意向を示し、「誘致にニュートラルな立場は変わらないが、にぎわい作りを提案いただいている事業者とは丁寧に話をしていく」と述べた。
2020年（令和2年）1月、北九州市はIR事業者からの提案内容を検討した結果、小倉駅北側の既存施設をほとんど取り壊して大規模施設を建設する内容に難色を示し、1月30日の定例記者会見で北橋は現行のIR整備法の下でのIR誘致は見送る方針を示した。
なお北橋は市長としての任期が4期にわたったことから2023年（令和5年）の選挙には立候補せず、任期満了で退任した。

#### 福岡県・九州地方知事会
九州地方知事会は2019年（令和元年）6月4日に長崎県へのIR誘致を国に働きかける特別決議を採択したが、当時の福岡県知事であった小川洋が「北九州市でも具体化していけば、幅広に議論してほしい」と要請しており、知事会会長の広瀬勝貞（大分県知事）も「決議は手を挙げるところを否定するものではない」としている。
12月11日の福岡県議会本会議において、自民党県議団の一般質問でIR誘致について問われた小川は「北九州市の動向を注視していきたい」と述べた。九州地方知事会に対しては、北九州市への誘致活動が本格化した場合は、長崎県以外の候補地も含めて幅広に議論するよう申し入れを行い、了承を受けたとも説明した。
なお小川はその後癌を患い2021年（令和3年）3月に辞任し同年11月に死去。小川の下で副知事を務めていた服部誠太郎が出直し知事選挙で当選した。

### その他
北九州市議会
IR区域認定を申請する際に同意が必要となる北九州市議会には、IR誘致推進派と反対派両方から陳情が提出されている。西日本新聞は、最大会派の自由民主党が2019年（平成31年）4月に分裂し、立憲民主党・国民民主党系会派のハートフル北九州は「本格的な議論に至っていない」、日本共産党は反対、といった状況から「了解が得られるか微妙な情勢」と報じている。
北九州商工会議所
北九州商工会議所は、幹部が西日本新聞の取材に対し「残り時間は少なく、行政の態度もはっきりしない」と懐疑的な態度を示している。